# 北海道道291号吹上上富良野線

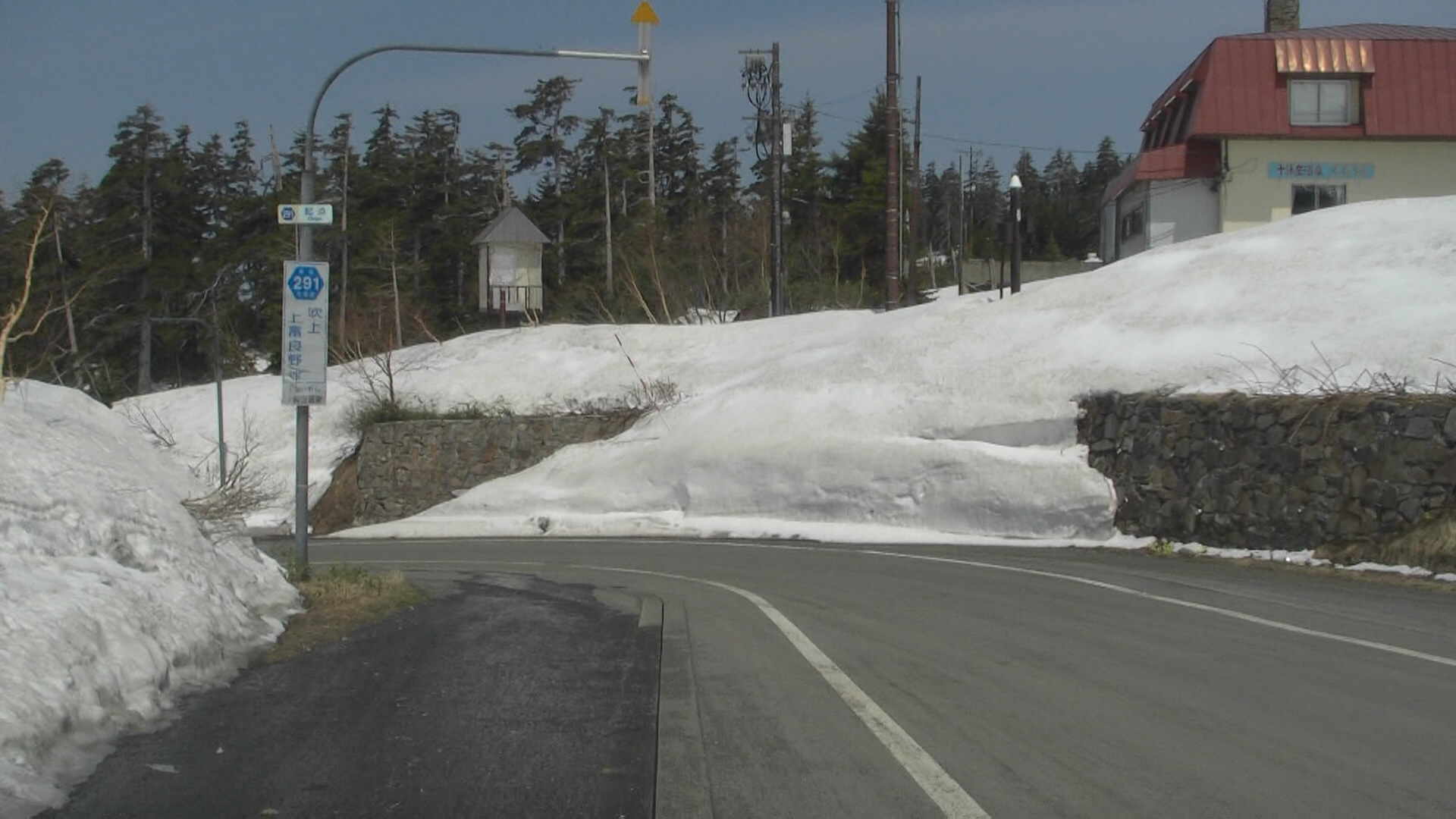
十勝岳温泉

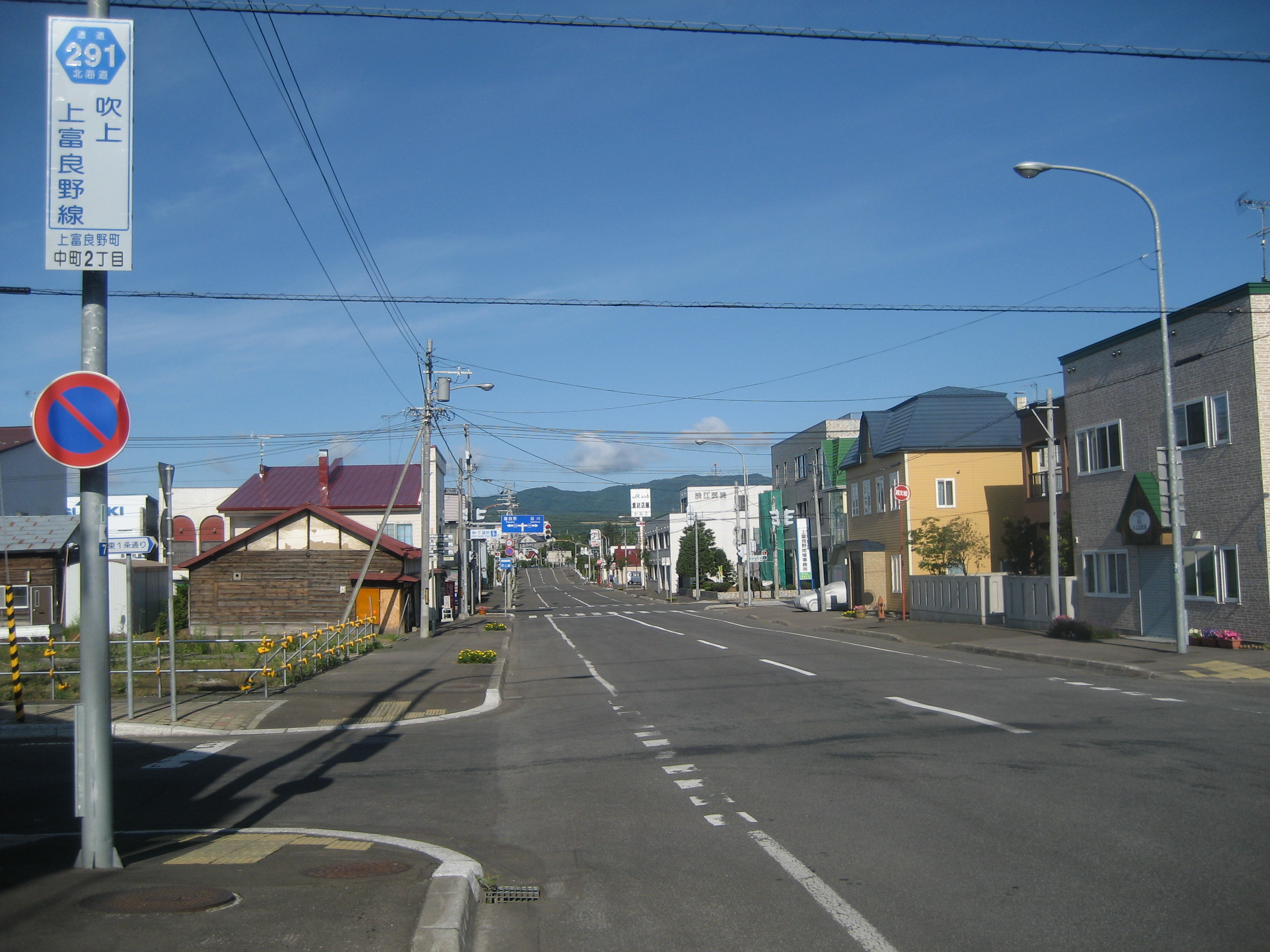
上富良野町中町二丁目付近

北海道道291号吹上上富良野線（ほっかいどうどう291ごう ふきあげかみふらのせん）は、北海道空知郡上富良野町内を結ぶ一般道道である。

## 概要
中町二丁目と終点の西3線北28号との間は国道237号旧道である。

### 路線データ
- 起点 : 北海道空知郡上富良野町国有無番地（十勝岳温泉）
- 終点 : 北海道空知郡上富良野町西3線北28号（国道237号交点）
- 路線延長 : 21.6 km[要出典]

## 歴史
- 1957年（昭和32年）7月25日 - 242号として路線認定。[1]。
- 1994年（平成6年）10月1日 - 路線番号を291号に変更[2]。
- 2023年（令和5年）9月8日 - ツール・ド・北海道に参加していた自転車と対向してきた自動車が正面衝突。自転車に乗っていた男性は翌日に死亡、競技は打ち切りとなった[3][4]。

この路線の前身は、1935年（昭和10年）5月23日に認定された地方費道44号旭川吹上線の一部である。

## 地理

### 通過する自治体
- 上川総合振興局
  - 空知郡上富良野町

### 交差する道路
上富良野町
- 北海道道966号十勝岳温泉美瑛線 - 国有無番地（重複）
- 北海道道299号上富良野停車場線 - 中町一丁目、中町二丁目（重複）
- 北海道道298号上富良野旭中富良野線 - 中町二丁目
- 北海道道353号美沢上富良野線 - 西2線北28号
- 国道237号 - 西3線北28号（終点）

### 沿線にある施設など
上富良野町
- 十勝岳温泉 - 国有無番地
- フロンティア フラヌイ温泉 - 新町4丁目4-25
- JR北海道 富良野線 上富良野駅 - 中町一丁目1